# Rūta Meilutytė
Rūta Meilutytė (n. 19 martie 1997, Kaunas, Lituania) este o înotătoare lituaniană, medaliată olimpică. A participat la 2 ediții ale Jocurilor Olimpice (2012, 2016) în care a câștigat o medalie de aur.